# Laeviomyces opegraphae
Laeviomyces opegraphae är en lavart som beskrevs av D. Hawksw. 1981. Laeviomyces opegraphae ingår i släktet Laeviomyces, divisionen sporsäcksvampar och riket svampar.   Inga underarter finns listade i Catalogue of Life.
I den svenska databasen Dyntaxa används istället namnet Lichenodiplis opegraphae för samma taxon.  Arten är reproducerande i Sverige.